# Iglesia de San Sebastián (Méntrida)
La iglesia de San Sebastián es un templo católico en el municipio español de Méntrida, en la provincia de Toledo.

## Descripción
El inmueble se ubica en la localidad de Méntrida, al norte de la provincia de Toledo, en Castilla-La Mancha. El templo fue construido en el siglo XVI, en un estilo renacentista, con algunos rasgos góticos.
Fue declarada Monumento Histórico Artístico Nacional el 3 de septiembre de 1982, mediante real decreto, con la rúbrica del rey Juan Carlos I y la ministra de Cultura Soledad Becerril Bustamante, publicado el 2 de noviembre de ese mismo año en el Boletín Oficial del Estado. En la actualidad tiene el estatus de Bien de Interés Cultural.